# Kirchspiel Telgte
Kirchspiel Telgte war bis 1968 eine Gemeinde im damaligen Kreis Münster in Nordrhein-Westfalen. Die Gemeinde war eine der im Münsterland mehrfach vorkommenden „Kirchspielgemeinden“, die das bäuerliche Umland eines städtischen Kirchorts umfassten. Ihr Gebiet gehört heute zur Stadt Telgte im Kreis Warendorf.

## Geografie

Stadt und Kirchspiel Telgte im 19. Jahrhundert

Die Gemeinde Kirchspiel Telgte umschloss ringförmig die Stadt Telgte und besaß zuletzt eine Fläche von 63,88 km². Sie bestand aus den Bauerschaften Berdel, Raestrup, Schwienhorst, Vechtrup und Verth. Im 20. Jahrhundert dehnte sich außerdem die Bebauung der Stadt Telgte in das Gemeindegebiet aus.

## Geschichte
Das Gebiet der Gemeinde Kirchspiel Telgte gehörte nach der Napoleonischen Zeit zunächst zur Bürgermeisterei Telgte im 1816 gegründeten Kreis Münster. Mit der Einführung der Westfälischen Landgemeindeordnung wurde 1843 aus der Bürgermeisterei Telgte das Amt Telgte. Die Gemeinde Kirchspiel Telgte wurde zu dieser Zeit teilweise auch als Landgemeinde Telgte bezeichnet.
Durch das Gesetz über den Zusammenschluß der Stadt Telgte und der Gemeinde Kirchspiel Telgte wurde die Gemeinde Kirchspiel Telgte zum 1. Juli 1968 in die Stadt Telgte eingemeindet. Die Stadt Telgte kam 1975 zum neuen Kreis Warendorf.

## Einwohnerentwicklung
| Jahr | Einwohner | Quelle |
| ---- | --------- | ------ |
| 1832 | 1501      | [ 4 ]  |
| 1858 | 1612      | [ 5 ]  |
| 1871 | 1602      | [ 6 ]  |
| 1885 | 1873      | [ 7 ]  |
| 1895 | 2128      | [ 8 ]  |
| 1910 | 2707      | [ 9 ]  |
| 1939 | 3327      | [ 10 ] |
| 1946 | 4699      | [ 11 ] |
| 1950 | 5484      | [ 1 ]  |
| 1968 | 8035      | [ 1 ]  |